# بنیاد تداوم بخشیدن به طول عمر الکور
بنیاد تداوم بخشیدن به طول عمر الکور (به انگلیسی: Alcor Life Extension Foundation) که اغلب به نام اَلکور شناخته می‌شود، یک سازمان غیردولتی آمریکایی مستقر در اسکاتسدیل در ایالت آریزونا از ایالات جنوبی در ایالات متحده آمریکا است. سازمان الکور کار انجماد اجساد و مغز انسان را در نیتروژن مایع پس از مرگ، با امید به بازگرداندن آن‌ها به زندگی در زمانی که علم و دانش به اندازه کافی رشد کرده‌است را انجام می‌دهد.
این سازمان تا ٣٠ آوریل ٢٠٢١، تعداد ١٨٣٢ عضو داشته که ١٨٢ تن از آن‌ها جان خود را از دست دادند و بر روی اجساد آنها فرایندهای سرمازیستی انجام شده است و ١١۶جسد که فقط سَر آنها نگهداری میشود. همچنین الکور خدمات خود را برای حیوانات خانگی نیز ارائه می‌دهد و تا تاریخ ۱۳ فوریه ۲۰۰۹، تعداد ۳۳ جسد حیوان در این سازمان نگهداری شده‌است.